# احمد اکبرپور
احمد اکبرپور (زاده ۹ مرداد ۱۳۴۹) یک نویسنده و شاعر معاصر ایرانی است. نوشته‌های او اکثراً برای رده سنی کودکان و نوجوانان است.

## زندگی
احمد اکبرپور در ۹ مرداد ۱۳۴۹ در چاه‌ورز، لامرد، فارس به دنیا آمد. دبستان تا دبیرستان را در زادگاهش سپری کرد و برای ادامه تحصیل این شهر را ترک کرد. تحصیلات خود را در شهرهای جهرم، شیراز و تهران تا مقطع کارشناسی در رشته روان‌شناسی در دانشگاه شهید بهشتی تهران به پایان رساند. سال‌ها بعد او در دانشگاه شیراز در رشته کارشناسی ارشد ادبیات کودک مشغول تحصیل شد و در دی ماه ۱۴۰۲ از پایان نامه‌اش دفاع کرد. عمده شهرت وی بابت نگارش داستان‌های کودک و نوجوان است که برای وی جوایز متعددی از جمله کتاب سال ایران و شورای کتاب کودک را به ارمغان آورده است. اکبرپور عضو شورای کتاب کودک و نیز انجمن نویسندگان کودک و نوجوان است. وی اکنون ساکن شیراز است.
آثار او به زبان‌های انگلیسی، آلمانی، ایتالیایی، چینی، کره‌ای و ترکی استانبولی و عربی ترجمه شده است. قطار آن شب و شب به خیر فرمانده در چندین کشور جهان به چاپ رسیده است.
اکبرپور در سال ۱۴۰۳ نامزد جایزه هانس کریستین آندرسن برای سال ۲۰۲۶ شد . در سالهای ۲۰۲۳ و ۲۰۲۵ نیز نامزد دریافت جایزه آسترید لیندگرن شد.

## دربارهٔ آثار
درون‌مایه داستان‌های اکبرپور را مضامینی همچون بازیابی و بازشناسی هویت و ارادهٔ فردی، تنهایی و صلح تشکیل می‌دهد. جنگ از مواردی است که اثرات مخرب آن در چند اثر از جمله شب به خیر فرمانده، تو شجاعی فرمانده، خداحافظ ماه و اگر من خلبان بودم به شکل کودکانه ای نمایش داده شده است.
روبرو شدن کودک یا نوجوان با مسایل و مشکلات فردی و اجتماعی و چگونگی و قدرت حل مسئله از جمله موارد عمدهٔ رمان‌ها و داستان‌های ایشان است.
حضور تکنیک‌های جدید داستان‌نویسی در محیط‌های بومی، آثار او را متمایز کرده است. خلاقیت و نوآوری او در بازآفرینی و بازنویسی افسانه‌ها، فرهنگ کهن ایرانی را به زبانی تازه به گوش مخاطب نسل معاصر می‌رساند.
طنز موجود در آثار وی، چه در کارهای صرفاً طنز مانند واژه‌های نفهم، جزمن به هیچ خری فکر نکن، و چه آثار اجتماعی مانند من نوکر بابا نیستم، کودک و نوجوان و حتی مخاطب بزرگسال را به سمت خود کشانده است.

### شعر
- مردمان عصر پنج‌شنبه ۱۳۷۲، انتشارات روشنگران و مطالعات زنان متن صفحه.[۹]

### مجموعه داستان کودک و نوجوان
- دنیای گوشه و کنار دفترم ۱۳۷۶، خیام[۱۰]
- شب‌بخیر فرمانده، ۱۳۸۲، یونیسف[۱۱]
- دختری ساکت با پرنده‌های شلوغ ۱۳۸۵، انتشارات علمی‌وفرهنگی[۱۲]
- اگر من خلبان بودم ۱۳۸۵، انتشارات علمی‌وفرهنگی[۱۳]
- غول و دوچرخه[۱۴] ۱۳۸۵، نشر افق
- من مترسکم ولی می‌ترسم[۱۵] ۱۳۹۵ نشر فاطمی (طوطی)
- ازدواج با خورشید[۱۶] ۱۳۹۵، نشر فاطمی (طوطی)
- بفرمایید عینک مادام سوسکه[۱۷] ۱۳۹۳، نشر چکه
- دست‎‌ها بالا، گاو مسلح است[۱۷] ۱۳۹۳، نشر چکه
- کنسرت‌های فیل بی‌جنبه[۱۷] ۱۳۹۳، نشر چکه
- کرم شلوارپوش[۱۸] ۱۳۹۵ انتشارات علمی‌وفرهنگی
- من یک گوزن بودم[۱۹] ۱۳۹۵نشر افق

### رمان
- قطار آن شب ۱۳۷۸، نشر چشمه (در سال ۱۳۸۶ یک فیلم بلند تلویزیونی بر اساس این رمان به نویسندگی و کارگردانی حمیدرضا حافظی و در سال ۱۳۹۷ یک فیلم بلند سینمایی به نویسندگی و کارگردانی حمیدرضا قطبی ساخته شده است)[۲۰]
- وقتی ناراحت باشیم، جاده‌ها تمام نمی‌شوند ۱۳۸۰، نیم‌نگاه
- امپراتور کلمات ۱۳۸۱، نشر پیدایش
- من نوکر بابا نیستم ۱۳۸۲، نشر افق
- رؤیاهای جنوبی ۱۳۸۴، منادی تربیت
- غولماز، ۱۳۹۵ نشر هوپا
- به چاچالک سقوط کنید، ۱۳۹۴ نشر هوپا
- واژه‌های نفهم ۱۳۹۴ نشر هوپا
- مادربزرگ جادویی ۱۳۹۱ نشر پیدایش
- نامه‌هایی به هیچ‌کس ۱۳۹۲ نشر پیدایش
- لحظه‌های سکسکه ۱۳۹۱ نشر کانون پرورش فکری کودک و نوجوان
- کشک‌های خفن ۱۳۸۹ نشر چرخ و فلک
- هفت خوان و خرده‌ای ۱۳۹۰نشر افق
- سه سوت جادویی ۱۳۸۸ نشر افق
- جز من به هیچ خری فکر نکن ۱۴۰۱ نشر پرتقال
- پدرام السلطنه و سلفی با قبله عالم ۱۴۰۰ نشر هوپا

#### داستان‌های بزرگسال
- آگهی نشر الف ۱۳۸۰، نیم‌نگاه[نیازمند منبع]
- کشکول تحت ویندوز مجموعه داستان طنز با تصویرهای اردشیر رستمی ۱۳۹۴، نشر نون

## جوایز و افتخارات

### جوایز داخلی
- جایزه کتاب سال وزارت فرهنگ و ارشاد اسلامی برای قطار آن شب، ۱۳۷۹
- برگزیده شورای کتاب کودک برای امپراتور کلمات، سال ۱۳۸۴
- برگزیده جشن فرهنگ استان فارس برای امپراتور کلمات، سال ۱۳۸۴
- نامزد بهترین رمان نوجوان جایزه مهرگان ادب برای امپراتور کلمات
- نامزد کتاب سال جمهوری اسلامی ایران[۲۱] برای کتاب من نوکر بابا نیستم، سال ۱۳۸۳
- نامزد جایزه مهرگان برای کتاب من نوکر بابا نیستم، سال ۱۳۸۳
- نامزد بهترین رمان نوجوان کانون پرورش فکری کودکان و نوجوانان برای کتاب من نوکر بابا نیستم، سال ۱۳۸۳
- برگزیده شورای کتاب کودک برای کتاب شب‌بخیر فرمانده ۱۳۸۴
- برگزیده شورای کتاب کودک برای کتاب غول و دوچرخه
- پنج لاک پشت پرنده برای کتاب شب بخیر فرمانده ۱۳۹۵
- چهار لاک پشت برای غولماز ۱۳۹۷
- چهار لاک پشت برای من مترسکم ولی می‌ترسم ۱۳۹۷
- جایزه کتاب سال حبیب غنی‌پور برای کتاب من مترسکم ولی می‌ترسم ۱۳۹۷[۲۲]

### جوایز خارجی
- برگزیده یونیسف برای کتاب شب‌بخیر فرمانده، ۱۳۸۱
- برگزیده کتابخانه بین‌المللی مونیخ برای کتاب من نوکر بابا نیستم، سال ۲۰۰۵
- دیپلم افتخار IBBY در پکن برای امپراتور کلمات، سال ۲۰۰۶
- برگزیده کتابخانه بین‌المللی مونیخ برای کتاب دختر دال[۲۳]، سال ۲۰۱۲
- نامزد جایزه آسترید لیندگرن ۲۰۲۳
- برگزیده کتابخانه بین‌المللی مونیخ برای کتاب غول و دوچرخه[۲۴]، سال ۲۰۲۴
- نامزد جایزه آسترید لیندگرن ۲۰۲۵
- نامزد جایزه هانس کریستین آندرسن ۲۰۲۶